# Chaux-des-Crotenay

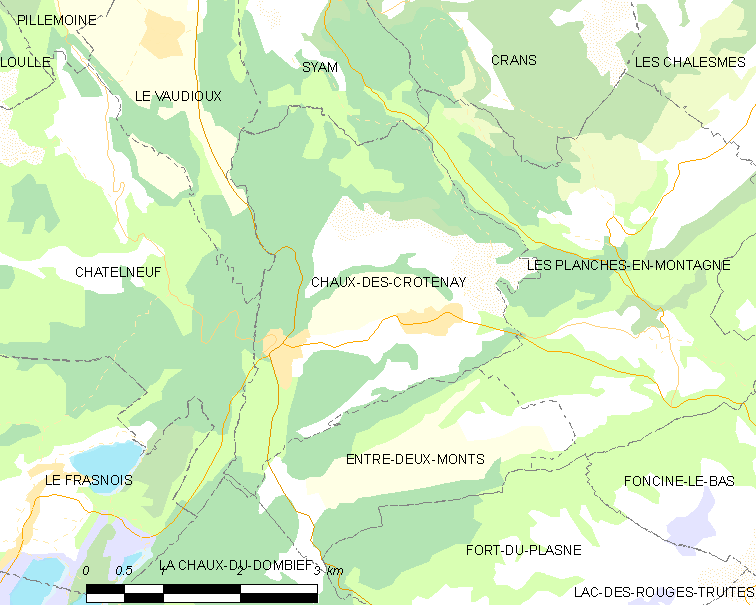

Chaux-des-Crotenay ist eine Gemeinde im französischen Département Jura in der Region Bourgogne-Franche-Comté.

## Geographie
Chaux-des-Crotenay liegt auf 771 m Höhe, etwa zehn Kilometer südsüdöstlich der Stadt Champagnole (Luftlinie). Das Bauerndorf erstreckt sich im Jura, an einem leicht nach Süden geneigten Hang auf der Hochfläche zwischen den Tälern von Lemme im Westen und Saine im Osten.
Die Fläche des 11,67 km² großen Gemeindegebiets umfasst einen Abschnitt des französischen Juras. Der zentrale Teil des Gebietes wird von der Hochfläche von Chaux-des-Crotenay eingenommen (bis 801 m), die ein lockeres Gefüge von Wiesland und Ackerland sowie Wald zeigt. Die nördliche Fortsetzung dieser Hochfläche bildet die dicht bewaldete Kuppenlandschaft des Bois de Derrière Cornu (822 m). Begrenzt wird das Hochplateau im Osten vom tief eingeschnittenen Erosionstal der Saine (entlang dem Flusslauf verläuft die östliche Gemeindegrenze) und im Westen vom Tal der Lemme. Diese fließt abwechslungsweise durch breite Talniederungen und enge, tiefe, von Felswänden begleitete Schluchten. Im äußersten Nordwesten befindet sich der eindrückliche Wasserfall Cascade de la Billaude. Ein kleiner Anteil des Gemeindegebietes liegt westlich des Tals der Lemme.
Südlich an die Hochfläche von Chaux-des-Crotenay schließt eine oberirdisch abflusslose Längsmulde an, die wiederum von der Geländerippe von Rachet, Col du Gyps und Les Epinois überragt wird. Mit 859 m wird auf einer Krete von Les Epinois die höchste Erhebung von Chaux-des-Crotenay erreicht. Das Gemeindegebiet ist Teil des Regionalen Naturparks Haut-Jura (frz.: Parc naturel régional du Haut-Jura).
Zu Chaux-des-Crotenay gehören neben dem eigentlichen Ort auch mehrere Weiler, Hofgruppen und Einzelhöfe, darunter:
- Le Pont de la Chaux (717 m) in einer Talweitung westlich der Lemme
- Tépette (713 m) in einer Talweitung östlich der Lemme
- Cornu (746 m) auf der Hochfläche am Südrand des Bois de Derrière Cornu

Nachbargemeinden von Chaux-des-Crotenay sind Syam im Norden, Les Planches-en-Montagne im Osten, Entre-deux-Monts im Süden sowie Châtelneuf und Le Vaudioux im Westen.

## Geschichte

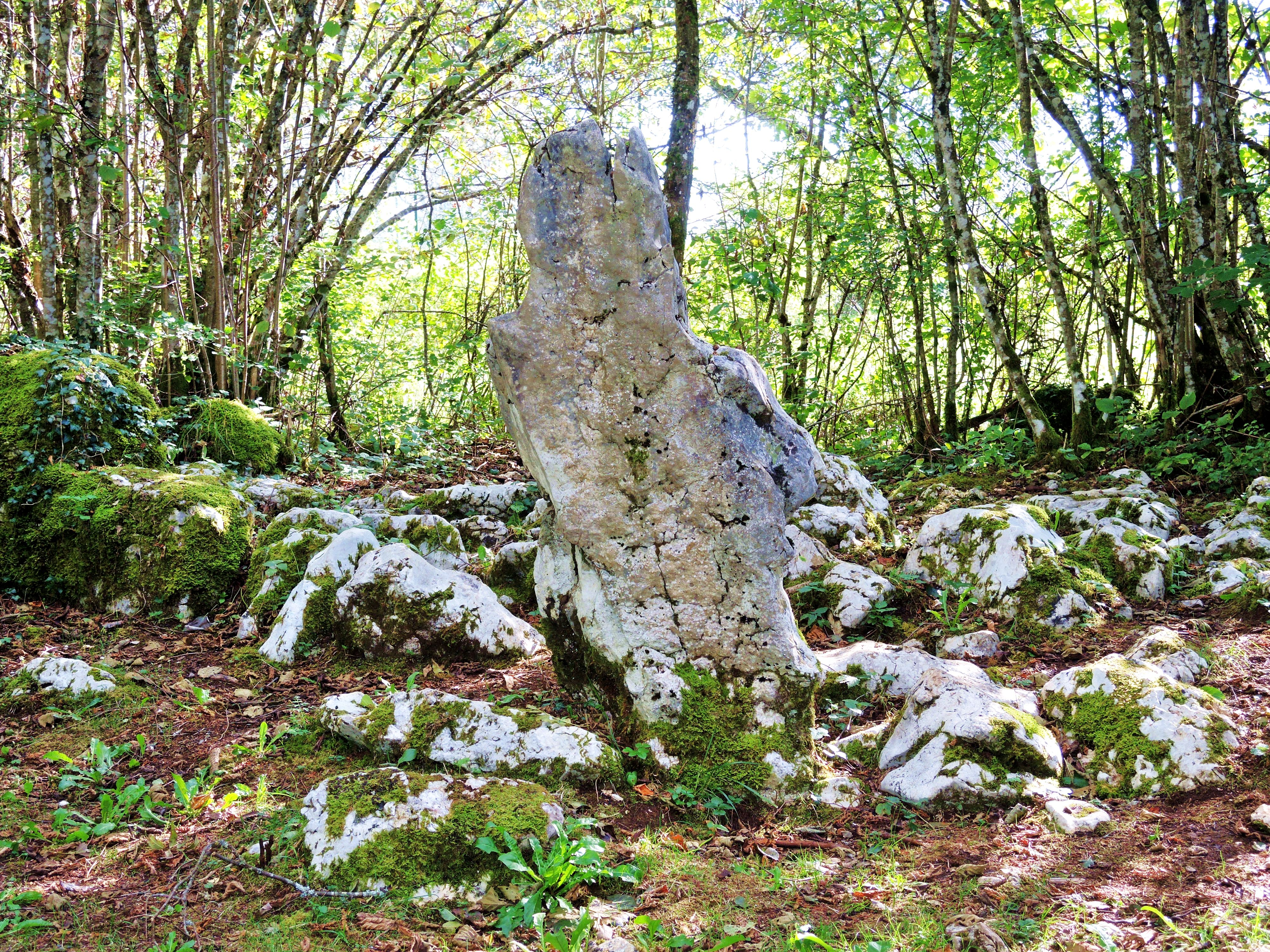
Menhir "die Göttin von Alésia"

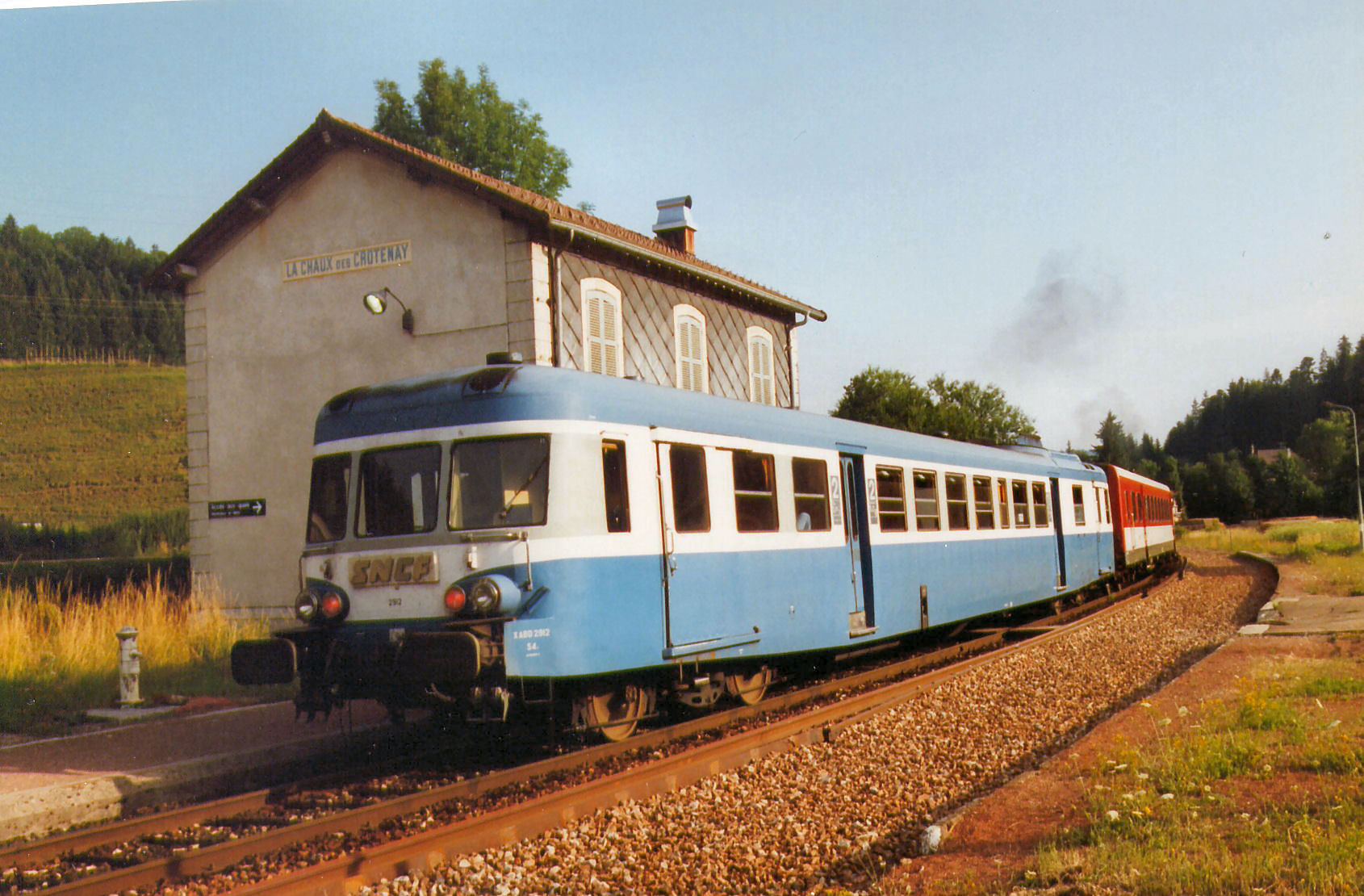
Chaux-des-Crotenay: Bahnhof

Erstmals urkundlich erwähnt wird die Kirche von Chaux-des-Crotenay bereits im Jahr 855 unter dem Namen Krotonacum. Im Mittelalter wurde Chaux-des-Crotenay Mittelpunkt einer Baronie, die nach der Aufgliederung der Herrschaft Montrivel errichtet wurde. Die erste Burg wurde im 11. Jahrhundert erbaut, später verändert und im 17. Jahrhundert auf Befehl von Ludwig XIV. zerstört. Zusammen mit der Franche-Comté gelangte Chaux-des-Crotenay mit dem Frieden von Nimwegen 1678 an Frankreich.

## Sehenswürdigkeiten
Die heutige Pfarrkirche von Chaux-des-Crotenay wurde im 15. Jahrhundert an der Stelle eines Vorgängerbaus errichtet und zeigt gotische Stilformen; der Glockenturm wurde im 19. Jahrhundert erbaut. Die Kirche besitzt eine reiche Ausstattung, darunter verschiedene Statuen aus dem 15. und 16. Jahrhundert.
Eine Kapelle aus dem 18. Jahrhundert befindet sich in Weiler Cornu.
Auf dem Hügel südwestlich des Dorfes sind die Ruinen der mittelalterlichen Burg erhalten, die ursprünglich aus dem 11. Jahrhundert stammt, im 13. und 14. Jahrhundert jedoch umgebaut wurde.

## Bevölkerung
| Jahr                       | 1962 | 1968 | 1975 | 1982 | 1990 | 1999 | 2008 | 2017 |
| Einwohner                  | 468  | 454  | 418  | 394  | 362  | 375  | 410  | 404  |
| Quellen: Cassini und INSEE |      |      |      |      |      |      |      |      |

Mit 401 Einwohnern (Stand 1. Januar 2022) gehört Chaux-des-Crotenay zu den kleinen Gemeinden des Départements Jura. Nachdem die Einwohnerzahl in der ersten Hälfte des 20. Jahrhunderts markant abgenommen hatte (1891 wurden noch 552 Personen gezählt), verbleibt sie seit Beginn der 1990er Jahre auf annähernd konstantem Niveau.

## Wirtschaft und Infrastruktur
Chaux-des-Crotenay war lange Zeit ein vorwiegend durch die Landwirtschaft sowie durch die Forstwirtschaft geprägtes Dorf. Im 18. Jahrhundert siedelten sich in Le Pont de la Chaux an der Lemme Betriebe an, die von der Wasserkraft abhängig waren, beispielsweise Mühlen, Sägereien und Gerbereien. Heute gibt es einige Betriebe des Kleingewerbes. Viele Erwerbstätige sind auch Wegpendler, die in den größeren Ortschaften der Umgebung ihrer Arbeit nachgehen.
Die Ortschaft liegt abseits der größeren Durchgangsstraßen, ist aber von der Hauptstraße N5, die von Champagnole nach Morez führt, leicht erreichbar. Weitere Straßenverbindungen bestehen mit Les Planches-en-Montagne, Entre-deux-Monts, Le Frasnois und Châtelneuf. Chaux-des-Crotenay besitzt einen Bahnhof (beim Weiler Le Pont de la Chaux) an der im Jahr 1900 eröffneten Eisenbahnlinie von Champagnole nach Morez.